# بویی (قبیله سلتی)

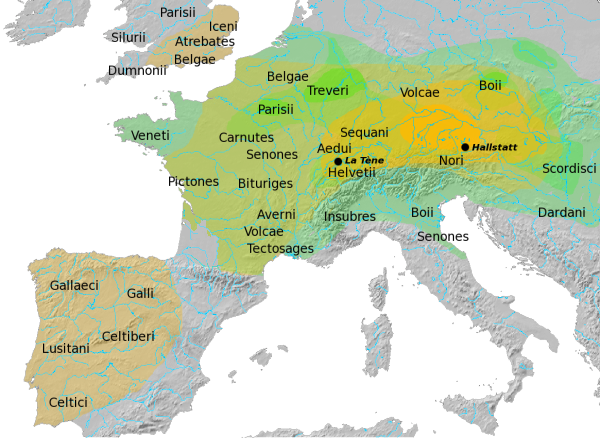
جایگاه قبیله بویی که در شمال شرقی نقشه مشخص است.

بویی (جمع لاتین، مفرد Boius؛ یونانی باستان: Βόιοι) مجموعه قبایل سلتی در اواخر عصر آهن بودند که در زمان‌های مختلف در سیسالپین گال، پانونیا، نواحی از باواریای امروزی، بوهم امروزی و اطراف آن، بخش‌هایی از اسلواکی و لهستان امروزی، و گالیا ناربوننسیس زندگی می‌کردند (بویی مجموعه قبایل عشایری بودند که در نواحی ذکر شده به اجبار یا اختیار مهاجرت می‌کردند). علاوه بر این، شواهد باستان‌شناسی نشان می‌دهد که در قرن دوم قبل از میلاد سلت‌ها از بوهم از طریق دره کلودزکو به سیلسیا، که اکنون بخشی از لهستان و جمهوری چک است، گسترش یافتند.
آنها برای اولین بار در تاریخ ثبت شده، در زمان یورش گال‌ها به شمال ایتالیا در سال ۳۹۰ قبل از میلاد، ظاهر شدند، زمانی که آنها شهر اتروسکی فلسینا (بونونیا (بولونیای امروزی)) را به عنوان پایتخت جدید خود برگزیدند.
پس از یک رشته درگیری، آنها در نبرد موتینا (۱۹۳ قبل از میلاد) به‌طور قاطع توسط رومیان شکست خوردند و قلمرو آنها بخشی از استان رومی سیسالپین گال شد. به گفته استرابون، که وقایع را دو قرن بعد روایت می‌کند، قبیله بویی بیشتر توسط همسایگان سلتی خود مورد حمله قرار می‌گرفت تا روم،
بویی‌ها صرفاً از مناطقی که اشغال کرده بودند رانده می‌شدند. و پس از مهاجرت به نواحی اطراف ایستر (رودخانه دانوب)، با تاریسکی‌ها همزیستی کردند و علیه داچیایی‌ها وارد پیکار شدندو زدو خورد تا آنجایی ادامه یافت که بیشتر افراد بویی کشته شدند و دلاوران و سران قبیله بویی به هلاکت رسیدند، و بدین ترتیب بازمانده‌ها سرزمین و چراگاه‌های خود را که بخشی از ایلیریا بود به همسایگان خود واگزاشته و ترک کردند.
در حدود سال ۶۰ قبل از میلاد، گروهی از بویی‌ها به تلاش شوم قبیله هلوتی‌ها برای فتح سرزمین در غرب گال پیوستند و در نبرد بیبراکته توسط ژولیوس سزار به همراه متحدانشان شکست خوردند.